# Il motivo per cui salto
Il motivo per cui salto. La voce di un ragazzo dal silenzio dell'autismo (自閉症の僕が跳びはねる理由～会話のできない中学生がつづる内なる心～?, Jiheishō no Boku ga Tobihaneru Riyū ~Kaiwa no Dekinai Chūgakusei ga Tsuzuru Uchinaru Kokoro~) è un libro di Naoki Higashida che raccoglie alcuni racconti brevi del giovane autore e le sue risposte alle domande più frequenti poste a persone autistiche. L'autore, anche lui autistico, compose la breve raccolta all'età di 13 anni, pubblicandola in Giappone nel 2005. In Italia è stato pubblicato per la prima volta da Sperling & Kupfer nel 2014 con annessa la prefazione a cura di Franco ed Andrea Antonello, autori de Se ti abbraccio non aver paura.

## Storia editoriale
L'opera è stata inizialmente esportata da David Mitchell, scrittore inglese, che ha collaborato alla traduzione assieme alla moglie Yoshida Ka. I due coniugi, racconta lo stesso scrittore, erano da tempo alla ricerca di un libro che li potesse aiutare a trattare con le persone autistiche e, colpiti dalla semplicità e dall'immediatezza di Naoki Higashida, trovarono nella sua piccola raccolta autobiografica grande soddisfazione. Il libro è stato in seguito ristampato accompagnato dalle illustrazioni del duo artistico Kai & Sunny, le stesse inserite poi nell'edizione italiana.

## Edizioni
- Naoki Higashida, Il motivo per cui salto. La voce di un ragazzo dal silenzio dell'autismo, illustrazioni di Kai e Sunny, Milano, Sperling e Kupfer, 2014,  p. 200, ISBN 978-88-200-5583-7.